# Georg Johannesen

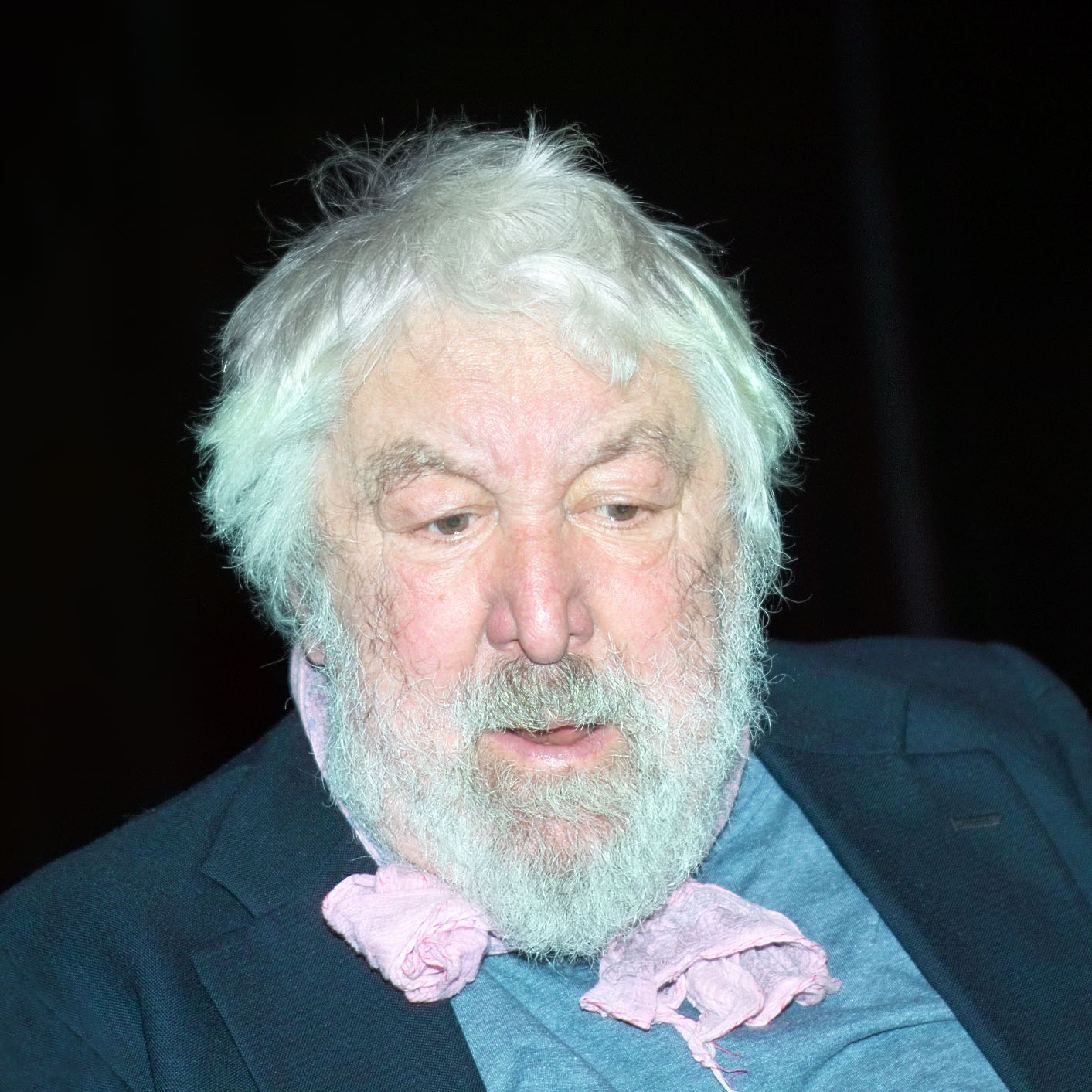
Georg Johannesen

Georg Johannesen (* 22. Februar 1931 in Bergen; † 24. Dezember 2005 in Ägypten) war ein norwegischer Schriftsteller, Übersetzer, Kunstmaler und Politiker. Er schrieb Gedichte und Prosa. Teilweise veröffentlichte er auch unter dem Pseudonym Guri Johns.

## Leben
Johannesen studierte in Oslo Literaturgeschichte. Er arbeitete unter anderem als Lehrer. Johannesen war Kommunist und eine Legislaturperiode lang für die Sosialistisk Folkeparti Abgeordneter des Stadtrats von Oslo. Ab 1973 war er Dozent, später Professor für Rhetorik in Bergen. Er starb 2005 während einer Urlaubsreise.
Sein Debüt als Schriftsteller gab er 1957 mit dem Roman Høst i mars. Weiterhin schrieb er stark von Bertolt Brecht beeinflusste Gedichte sowie ein Schauspiel, Kassandra, das ebenfalls von Brecht beeinflusst war und 1967 uraufgeführt wurde. Es basiert auf einer Komödie von Aristophanes. Die Gedichtbände Ars Moriendi und Ars Vivendi wurden auch auf Deutsch veröffentlicht.
Johannesen wurde mit einer Reihe von Preisen ausgezeichnet. 2000 erhielt er den Preis der Norwegischen Akademie, 1999 den Cappelen-Preis.

## Werke (Auswahl)

### Romane
- Høst i mars (1957)
- Romanen om Mongstad (1989)

### Gedichtbände
- Dikt 1959 (1959)
- Ars Moriendi eller de syv dødsmåter (1965, deutsch Ars Moriendi oder die sieben Todesarten 1991)
- Nye Dikt (1966)
- Ars Vivendi (1999, deutsch 2006)

### Schauspiele
- Kassandra (1967)